# Bangstede
Bangstede ist ein Ortsteil der ostfriesischen Gemeinde Ihlow in Niedersachsen. Der Ort hatte im Januar 2023 375 Einwohner.

## Lage
Bangstede liegt zwischen den Orten Fahne und Ochtelbur.

## Geschichte
Bangstede wurde erstmals im Jahre 1420 urkundlich erwähnt, ist aber wahrscheinlich erheblich älter. Die Bangsteder Kirche wurde gegen Ende des 13. Jahrhunderts errichtet, gehörte aber wohl bis zum Ende des 15. Jahrhunderts zum Kirchspiel Aurich. Hinweise auf zwei Burganlagen im Ort konnten bis dato nicht erhärtet werden. Der Bangsteder Verlaat (Plattdeutsch für Schleuse) geht zurück auf eine 1799 am Vorläufer des heutigen Ems-Jade-Kanals, dem Treckfahrtstief, errichtete Schleuse. Im 18. und 19. Jahrhundert führte ein wirtschaftlicher Aufschwung zum verstärkten Zuzug von Handwerkern in dem für damalige Verhältnisse großen Dorf.
Als 1780 das Ihlowerfehn angelegt wurde, unterstand der Ort kirchenrechtlich Bangstede, was zu großen Konflikten und 1899 schließlich zur Gründung einer eigenen Kirchengemeinde in Ihlowerfehn führte.
Am 1. Juli 1972 wurde Bangstede in die neue Gemeinde Ihlow eingegliedert.